# Hochschulregion Tübingen-Hohenheim
Die Hochschulregion Tübingen-Hohenheim ist ein Verbund, der Universitäten und Hochschulen über die Grenzen der verschiedenen Hochschularten vereint.
Basis der „Hochschulregion Tübingen-Hohenheim“ ist ein Rahmenkooperationsabkommen zwischen eigenständigen Hochschulen vom 29. November 2005. Mitglieder sind die Eberhard Karls Universität Tübingen, die Universität Hohenheim, die Hochschule für Wirtschaft und Umwelt Nürtingen-Geislingen, die Hochschule Albstadt-Sigmaringen, die Hochschule Reutlingen und die Hochschule für Forstwirtschaft Rottenburg.
Hintergrund dieses Abkommens ist es, den Service für die Studierenden als auch die Qualität von Forschung und Lehre zu verbessern, den Studierenden eine gegenseitige Nutzung der Infrastrukturen wie Bibliothek und Mensa zu ermöglichen und zusätzlich eine bessere, sogar hochschulartenübergreifende Durchlässigkeit des Studierens zu schaffen. Auf diese Weise sollen für die Hochschulregion zukunftsweisende Studienstrukturen gefördert werden.
Zum Wintersemester 2006/07 wurde ein gemeinsamer Studierendenausweis unter dem Label „Hochschulregion Tübingen-Hohenheim“ herausgegeben.
Weitere geplante Maßnahmen sind ein stärkerer Informationsaustausch und Abstimmung der Profile unter den beteiligten Hochschulen. Im Bereich der Forschung sollen gemeinsame Forschungsvorhaben beantragt und realisiert werden. Außerdem wollen die beteiligten Hochschulen internationaler Kontakte stärker vernetzen. Im Bereich der Lehre soll auf längere Sicht die gegenseitige Anerkennung von Studienleistungen vereinfacht werden. Und unter anderem vor dem Hintergrund der seit dem Sommersemester 2007 zu entrichtenden Studiengebühren wollen die Hochschulen auch im Bereich der Verwaltung gemeinsam Rechtsfragen bearbeiten und die Lösungen aufeinander abstimmen.